# Kapitelhuset, Visby
Kapitelhuset är ett hus i Visby på Sankt Drottensgatan 8.
Byggnaden skiljer sig i utseende från andra bevarade medeltida stenhus i Visby. Gården var under medeltiden Linköpingsbiskopens residens på Gotland, och omtalas som sådant första gången 1432. Byggnaden saknar källare, men har en bottenvåning i gatuplanet, vilken ursprungligen haft valv. Denna del av byggnaden som är dess äldsta, uppfördes under första hälften av 1200-talet. Representationsvåningen ovanpå, som består av en sal, ursprungligen med ett spetsigt tunnvalv, öppnar sig mot gatan med fyra spetsbågiga fönster byggdes troligen i slutet av 1200-talet eller omkring 1300.